# Return to Sleepaway Camp
Return to Sleepaway Camp – amerykański film fabularny (horror z podgatunku slasher).
Film został nakręcony na przełomie września, października i listopada 2003, lecz wydany w roku 2008. Jest to piąta część serii filmowych horrorów. Horror wyreżyserował do własnego scenariusza Robert Hiltzik, twórca filmowego pierwowzoru pt. Uśpiony obóz (1983). Rolę psychopatki Angeli Baker (cameo) powtórzyła Felissa Rose.

## Fabuła
Rzecz ma miejsce na obozie kempingowym dla nastolatków, prowadzonym przez Ronniego i Franka. Wszystko układa się po ich myśli aż do momentu, w którym młodociani obozowicze zaczynają ginąć w dziwnych i niewyjaśnionych okolicznościach. Okazuje się, że w tym miejscu dwadzieścia lat temu dokonano serii mordów. Ronnie był ich świadkiem i wierzy, że historia zostanie ponowiona.

## Obsada
- Jess Margera jako opiekun
- Vern Zaborowski jako opiekun
- Michael Werner jako Michael
- Lauren Toub jako Joanie
- Miles Thompson jako Eddie
- Michael Gibney jako Alan
- Dee Dee Friedman jako ciotka Gracie
- Brye Cooper jako Randy
- Ashley Carin jako Alex
- Erin Broderick jako Karen
- Chaz Brewer jako Stan
- Lucas Blondheim jako Chooch
- Paul Iacono jako Pee Pee
- Mary Elizabeth King jako Sue Meyers
- Adam Wylie jako Weed
- Isaac Hayes jako Charlie, kucharz
- Paul DeAngelo jako Ronnie
- Vincent Pastore jako Frank
- Chad Ginsburg jako opiekun
- Samantha Hahn jako Marie
- Reggie Shawn Harris jako Louie
- Paul LeRoy jako opiekun
- Ryan MacMichael jako opiekun
- Deron Miller jako opiekun
- Jake O’Connor jako Spaz
- Jaime Radow jako Jenny
- Greg Raposo jako Gary
- Felissa Rose jako Angela Baker/szeryf Jerry
- Christopher Shand jako T.C.
- Mike Tatosian jako Cook
- Jonathan Tiersten jako Richard „Ricky” Baker